# Fromager
Fromager é uma das 19 regiões da Costa do Marfim.

## Dados
Capital: Gagnoa
Área: 6 900 km²
População: 679 900 hab. (2002)

## Departamentos
A região de Fromager está dividida em dois departamentos:
- Gagnoa
- Oumé